# Ікона

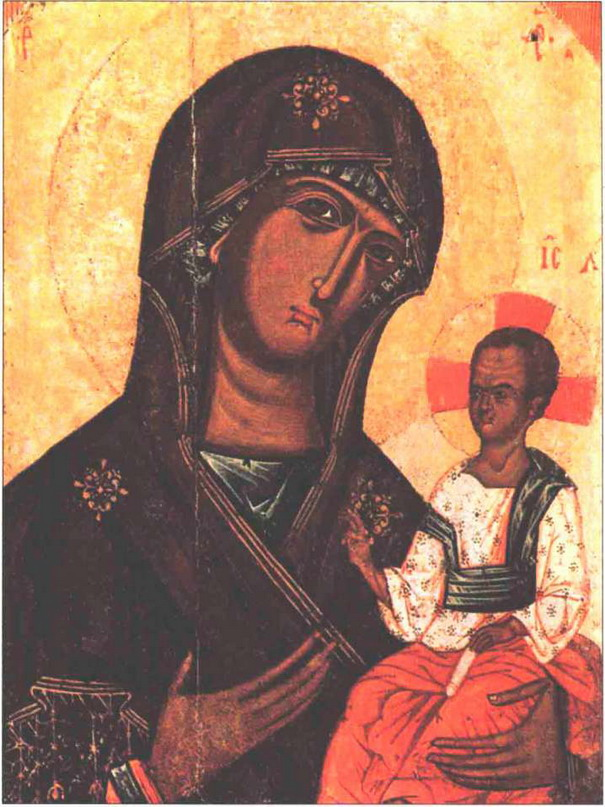
Волинська Богородиця Одигітрія, злам XIII–XIV ст.

Іко́на́ (грец. εἰκόνα — малюнок, образ, зображення) — живописне, мозаїчне або рельєфне зображення Ісуса Христа, Богородиці, святих і подій Святого Письма. 

## Історія
За переданням, першу ікону написав євангеліст Лука. Після гострих суспільних суперечок стосовно ікон у Римській імперії (іконоборство), дозвіл на використання ікон у церковному і суспільному житті був офіційно прийнятий у 787 році на VII Вселенському соборі в Нікеї. Ікони малювали спеціальною технікою за традиційними приписами: липову, дубову або кипарисову дошку скріплювали тонким полотном і покривали кількома шарами левкасу (алебастр з клеєм), шліфували і за певним порядком виконували малюнок, золочення, розпис яєчною темперою, а в кінці покривали покостом (оліфою).

## Богословське значення ікони
Перш за все, ікона теологічна. Священник Павло Флоренський каже що ікона це «нагадування про вишній Першообраз». Ікона нагадує нам про Бога як про Той Першообраз, за образом і подобою Якого створено кожна людина. Богословська значимість ікони обумовлена тим, що вона говорить про ті догматичні істини, які відкриті людям в Святому Письмі і церковному Переданні.
Святі отці називали ікону Євангелієм для неграмотних. «Зображення використовуються в храмах, щоб ті, хто не знає грамоти, хоча б, дивлячись на стіни, читали те, що не в силах прочитати в книгах», — писав святитель Григорій Великий, папа Римський. За словами преподобного Івана Дамаскина, «зображення є нагадування: і чим є книга для тих, які пам'ятають читання і письмо, тим же для неписьменних служить зображення; і що для слуху — слово, це ж для зору — зображення; за допомогою розуму ми вступаємо в єднання з ним». Преподобний Теодор Студит підкреслює: «Що в Євангелії зображено за допомогою паперу і чорнила, то на іконі зображено за допомогою різних фарб або будь-якого іншого матеріалу». 6-е правило Сьомого Вселенського собору (787) говорить: «Що слово повідомляє через слух, то живопис показує мовчки через зображення».
Ікони в православному храмі грають місіонерську роль. «Якщо до тебе прийде один з язичників, кажучи: покажи мені твою віру … ти відведеш його до церкви і поставиш перед різними видами святих зображень», — говорить преподобний Іван Дамаскин. У той же час ікону не можна сприймати як просту ілюстрацію до Євангелія або до подій з життя церкви. «Ікона нічого не зображує, вона являє», — говорить архімандрит Зінон. Перш за все, вона являє людям Бога Невидимого, — Бога, Якого, за словами євангеліста, не бачив ніхто ніколи, але Який явив людству в особі Боголюдини Ісуса Христа (див .: Ін. 1:18).
Образ Христа — Бога, який став Людиною, — володіє особливою значущістю для православного християнина.[джерело?] Іконографічний вигляд Христа остаточно формується в період іконоборчих суперечок. Паралельно формулюється богословське обґрунтування іконографії Ісуса Христа, з високою ясністю виражене в кондаку свята Торжества Православ'я.
Цей текст, належить перу святителя Феофана, митрополита Нікейського, одного із захисників іконошанування в IX столітті, говорить про Бога Слово, Який через втілення став «описуваним»; прийнявши на Себе занепале людське єство, Він відновив в людині той образ Божий, за яким людина була створена. Божественна краса (церкслов'ян. «Доброта»), змішавшись з людською скверною, врятувала єство людини. Цей порятунок і зображується на іконах («ділом») і в священних текстах («словом»).
Візантійська ікона являє не просто Людину Ісуса Христа, але саме Бога воплоченого. У цьому вся відмінність ікони від живопису Ренесансу, що репрезентує Христа «олюдненим», гуманізованим. Коментуючи дану відмінність, Л. Успенський пише:Церква має «очі, щоб бачити», так само як «вуха, щоб чути». Тому і в Євангелії, написаному людським словом, вона чує слово Боже. Також і Христа вона завжди бачить очима непохитної віри в Його Божество. Тому вона і показує Його на іконі не як звичайну людину, а як Боголюдину в славі Його, навіть в момент Його крайнього знемагання… Саме тому Православна Церква в своїх іконах ніколи не показує Христа простою людиною, яка страждає фізично і психічно, подібно до того як це робиться в західному релігійному живописі.
У післяіконоборчу епоху іконописний образ Спасителя набуває ті риси, з якими він прийде на Русь. Христос як і раніше зображується з бородою та довгим волоссям, в коричневому хітоні і синій гіматії, проте Його лик набуває більш «іконної» особливості — в них менше реалізму, більше витонченості й більше симетрії.
Власне іконою Бога, єдиним допустимим з точки зору православного Передання зображенням Бога є ікона Христа — Бога, який став Людиною. Недозволено зображувати Бога Отця, згідно з вченням преподобного Іоанна Дамаскіна: «Якби ми робили зображення невидимого Бога, то дійсно грішили би, тому що неможливо, щоб було зображено безтілесне і невидиме, і невимовне, і те що не має форми». Недозволено з церковної точки зору також зображення Святого Духа, за винятком того випадку, коли Дух представлений у вигляді голуба в контексті однієї конкретної історичної події — Хрещення Господа Ісуса Христа.
Канонічно неприпустимою є ікона «Новозавітньої Трійці», на якій Бог Отець зображений у вигляді сивочолого старця, Син у вигляді Дитини у колі, а Святий Дух — «у вигляді голубинім». Незважаючи на категоричну заборону Стоглавого собору, «Новозавітна Трійця» як і раніше фігурує на іконах і фресках в багатьох православних храмах — як старих, так і заново збудованих. Нерідко зустрічається і зображення голуба в трикутнику (або без трикутника), що символізує Святого Духа. Богословська неприпустимість подібних композицій обумовлена, на думку отців Стоглавого Собору, неможливістю описати невимовне і зобразити невидиме: таке зображення буде не чим іншим, як плодом людської фантазії.
Дані іконописні зображення не тільки не відповідають церковним каноном: вони таять в собі духовну небезпеку. Ці образи можуть створити у людини враження, ніби Бог Отець насправді «виглядає» як сивочолий старець, а Святий Дух як голуб. В даному випадку повністю втрачається катехитичний сенс ікони: вона вселяє помилкове, хибне уявлення про Бога, що не відповідає церковному Переданню. Образ «Новозавітньої Трійці» є спробою зобразити те що неможливо зобразити за допомогою плодів людської фантазії, тим самим перетворюючи Бога в ідола, а богослужіння в ідолопоклонство.
Ікона нерозривно пов'язана з догматом і немислима поза догматичним контекстом. В іконі за допомогою художніх засобів передаються основні догмати християнства — про Святу Трійцю, про Боговтілення, про спасіння й обоження людини.
Багато подій євангельських історій трактуються в іконописі перш за все в догматичному контексті. Наприклад, на канонічних православних іконах ніколи не зображується воскресіння Христове, а зображується вихід Христа з пекла і виведення Ним звідти старозавітних праведників. Образ Христа, що виходить з гробу, нерідко з прапором в руках, — вельми пізнього походження і генетично пов'язаний з західним релігійним живописом. Православне Передання знає лише образ виходу Христа з пекла, що відповідає літургійним спогадам воскресінню Христовому і богослужбових текстів Октоїха і Тріоді квітної, що розкриває цю подію з догматичної точки зору.

## Класифікація ікон
За місцем призначення — церковні (іконостасні, заамвонні, виносні — для хресної ходи тощо), дорожні, домашні (сімейна — передається у спадок з покоління в покоління;, мірна — замовленої після народження в родині немовляти на честь його патронального святого на дошці, рівної за розміром росту дитини при народженні; вінчальна — бере участь в обряді вінчання, іменна — із зображенням тезоіменного її власнику святого; обітнична — написана за особливої обітниці і т. д.).
За розміром. Одним із поширених розмірів ікон в Україні є «локтівка»: 300×400 мм.
За технікою виконання виділяють:
- живописні ікони, (темперні, олійні, енкавстичні) і т. д.;
- мозаїчні ікони;
- вишиті ікони — виконані в тій чи іншій техніці шиття;
- литі ікони;
- різьблені ікони;
- друковані або типографські ікони (ікони Жако);
- ікони на рибі;
- склепінчастий вівтар — складна ікона з декількох шарнірно скріплених дощок, покритих мальовничим зображенням з обох сторін.

За сюжетами ікони можна розділити на:
- ікони Святої Трійці — символічні і «по пророчим видінням» зображення троїчного догмату;
- ікони Христа, та пов'язаних з ним подій, серед яких виділяються безпосередньо ікони Спасителя і зображення євангельських подій за участю Христа. Серед останніх окрему групу становлять «страсні» ікони (ікони страсного циклу), що розповідають про страждання і розп'яття Христа;
- Богородичні ікони, серед яких умовно виділяють безпосередньо ікони Марії та ікони богородичних свят;
- ікони святих і сил безтілесних;
- ікони свят і подій священної історії;
- символічні і алегоричні композиції.

За кількістю зображуваних персонажів називають одно-, дво-, і т. д., а також багатофігурні композиції.
За кількістю самостійних композицій виділяють одно-, дво- і т. д. -композиційні ікони. Крім того, існують ікони з клеймами, в яких основна центральна композиція (середник) оточена одним або кількома рядами другорядних композицій (клейм). Додаткові ілюстрації зазвичай оповідають про історію зображених в середникові особи або події, або ілюструють інший, пов'язаний з ними текст. Серед подібних ікон називають житійні ікони (ікони з житієм), ікони з діяннями, ікони зі сказанням, ікони з акафістом і т. д. У болгарському іконопису в XIX столітті були поширені Єрусалимії — складні багатосюжетні композиції, присвячені святим місцям Єрусалима.
За масштабам зображуваних фігур виділяються ростові (зображують персонажів в повний зріст), тронні (повне зображення фігур, що сидять на престолі), поясні (зображення фігур у межах лінії пояса або трохи нижче), огрудні (зображення фігур у межах лінії пупа), оплечні (зображення фігур у межах лінії грудей), лик (зображення тільки лику або лику і плечей в межах лінії ключиць) ікони.
За стилістичними особливостями ікони відносять до тієї чи іншої «школі» іконопису: галицької, почаївської, новгородської, київської, волинської, московської, строганівської і т. д. Також в ході мистецтвознавчої атрибуції ікона може бути віднесена до «школи», «оточення» або «майстерні» конкретного іконописця, наприклад: іконописці Києво-Могилянської академії, «ікона оточення Андрія Рубльова» або «ікона майстерні Діонісія».
Серед ікон виділяють чудотворні — відмічені незвичайними явищами, за типом чудотворення ікони можуть називатися за явленим чудом, що супроводжувало ікону;
мироточиві (виділяючі миро);
зцілюючі і т. д.
В іконах можуть розміщувати у спеціальних мощевиках мощі святих.

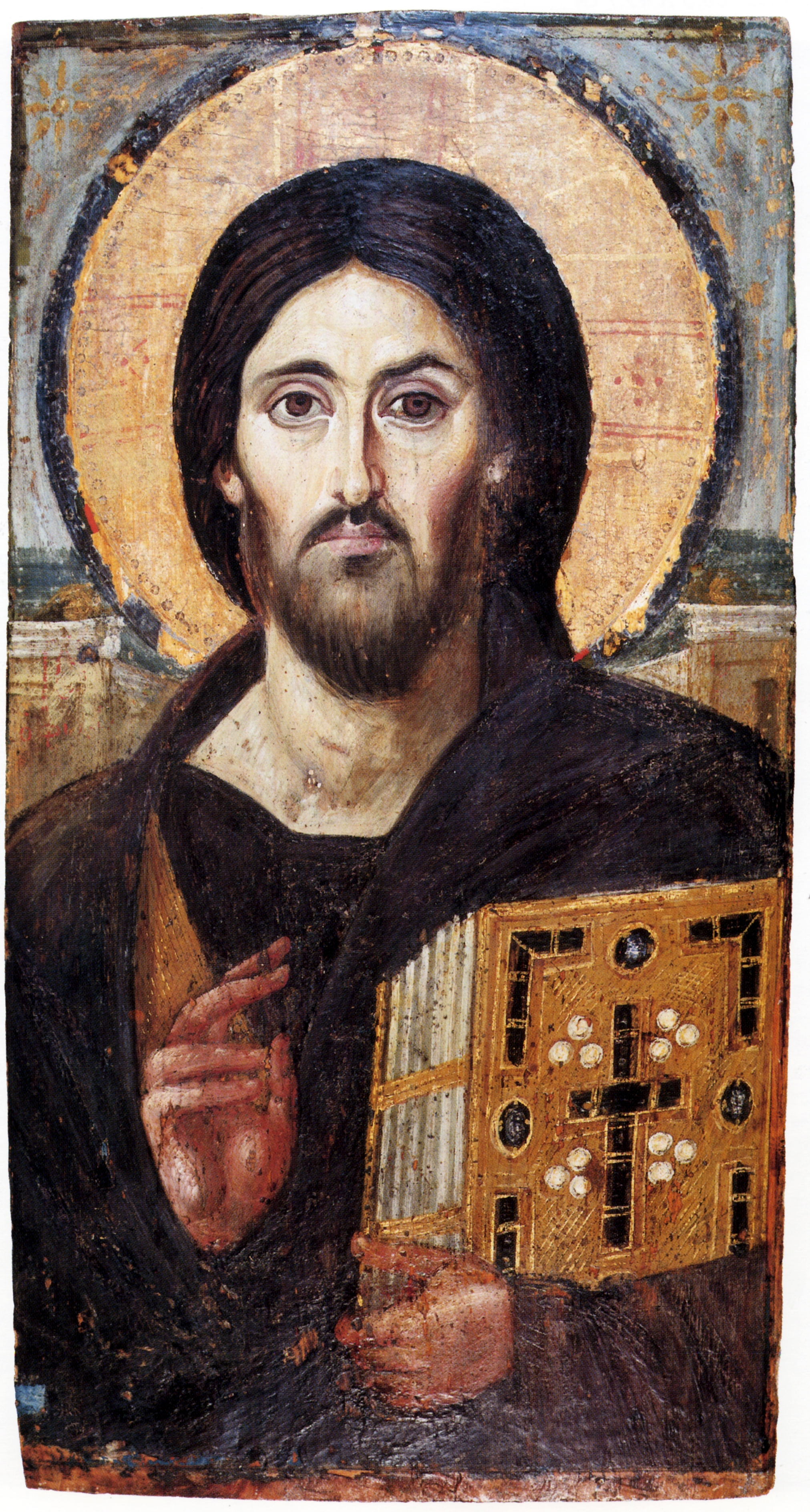
Христос Пантократор Енкавстика VI ст., монастир Святої Катерини)
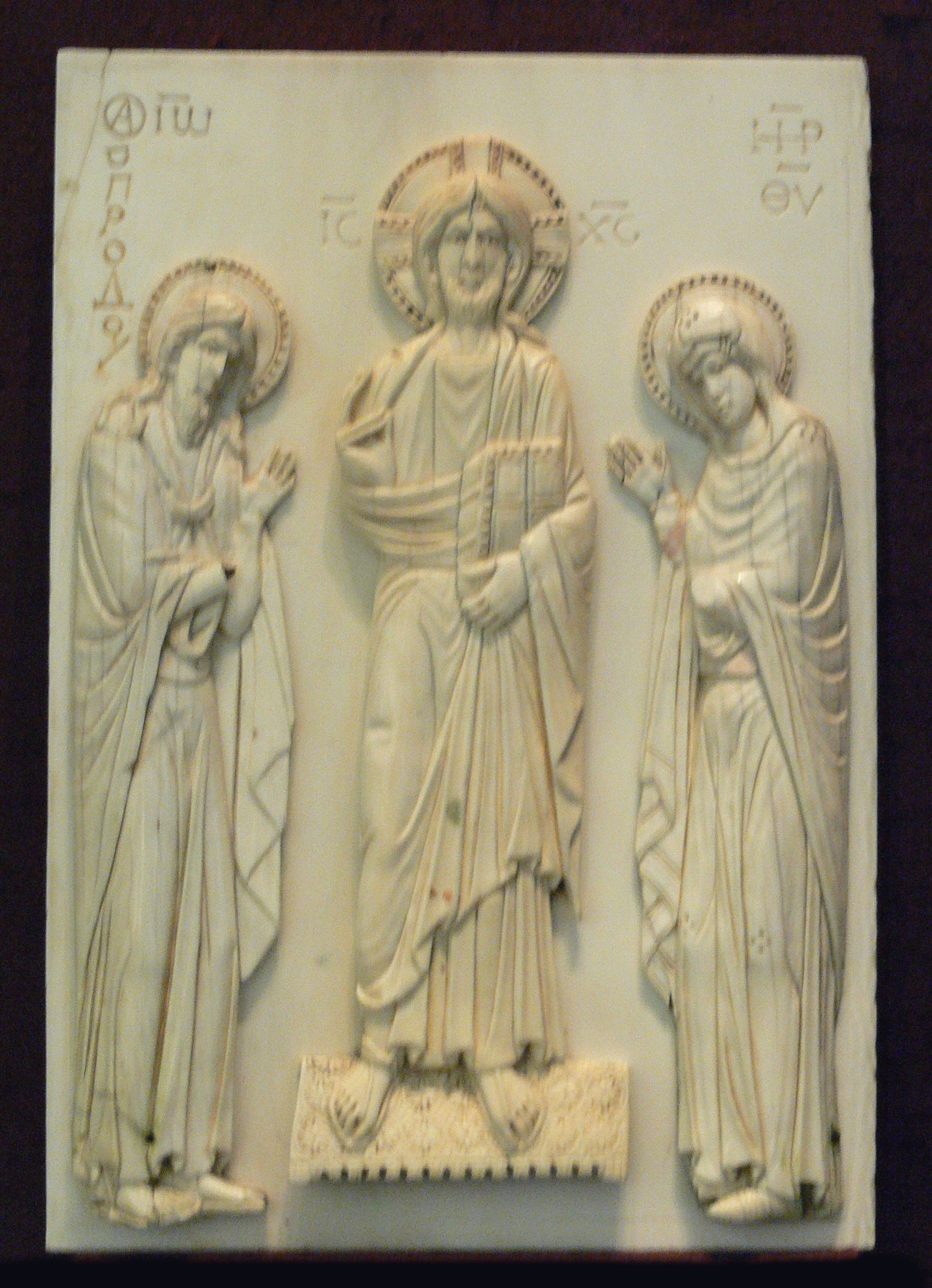
«Христос між Богородицею та Іваном Хрестителем», Візантія, слонова кістка, різьба, 10 століття. Баварський національний музей
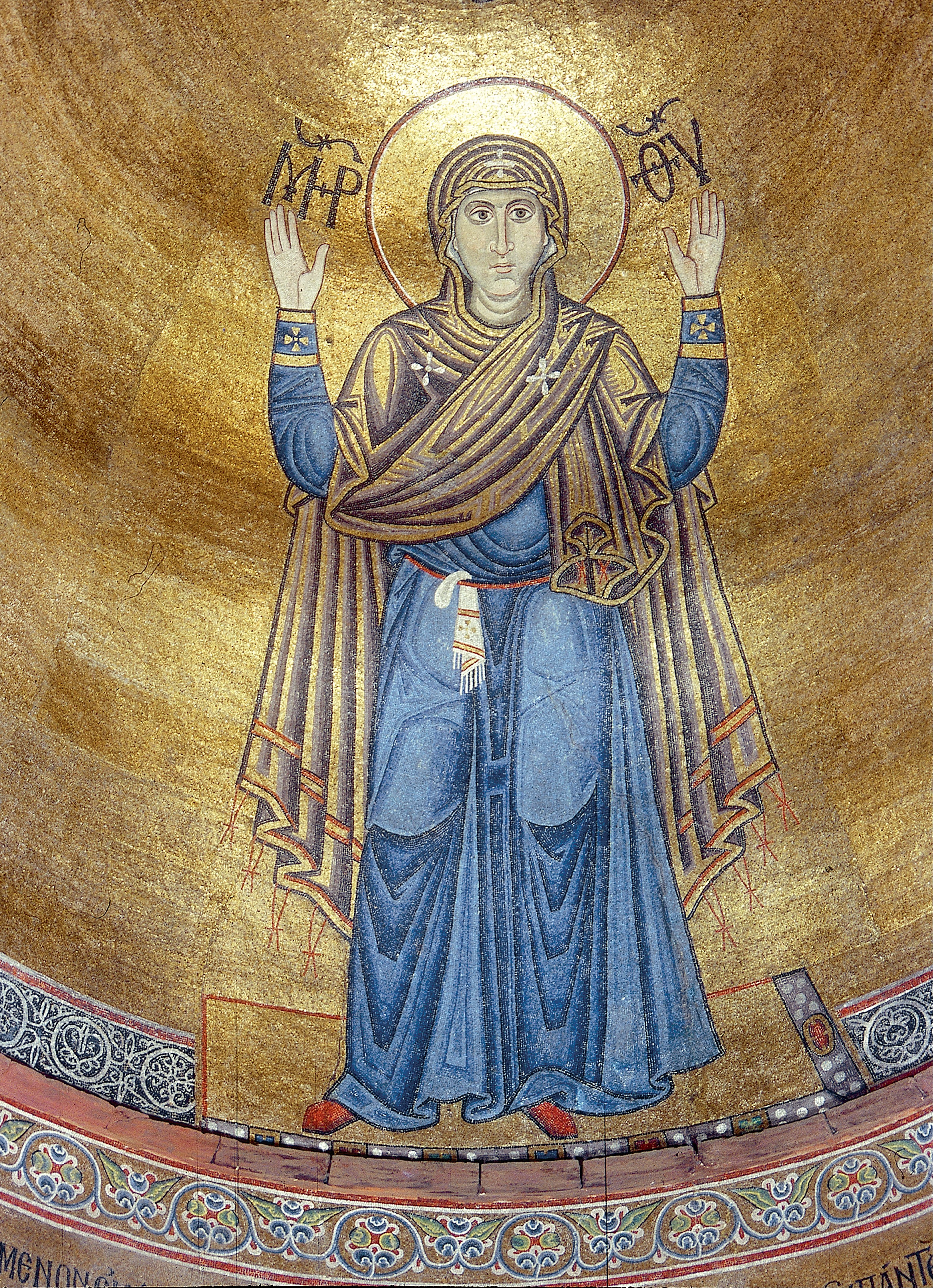
Богоматір Оранта (мозаїчний образ з собору Київської Софії)
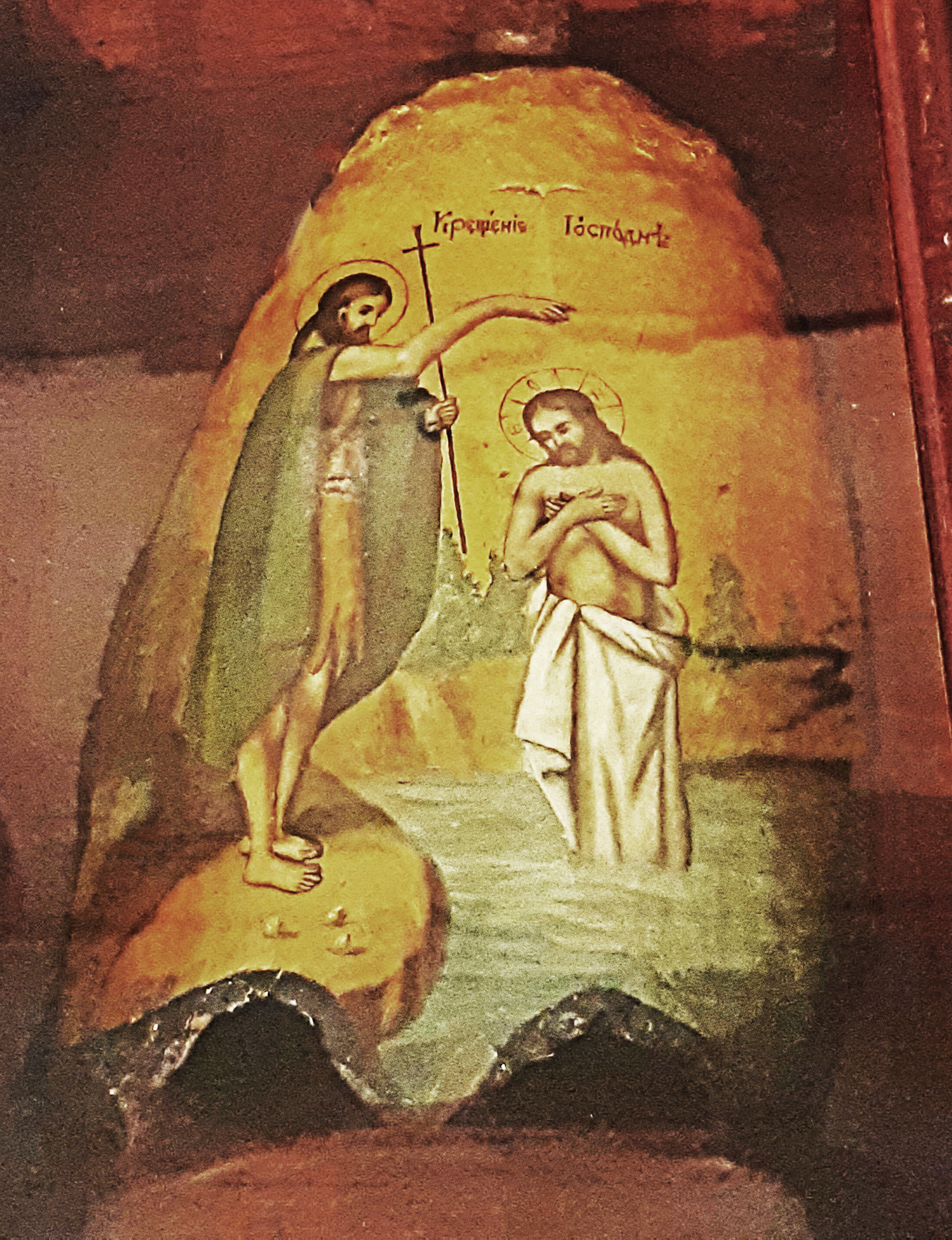
Чумацька ікона на рибі «Хрещення Господнє»

## Ікона в Україні

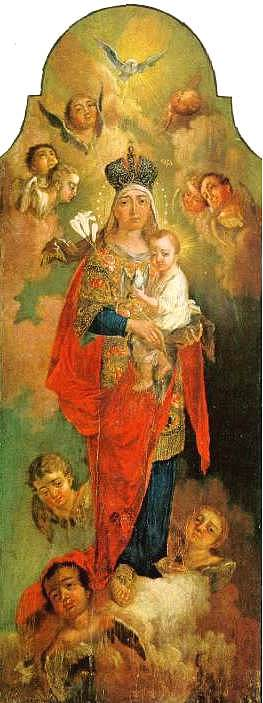
Л. Боровиковський, ікона

Перші ікони в Україні були візантійського походження, і найстарші ікони, які збереглися до нашого часу, датуються XI століття-XII століттями. Це були ікони писані на дереві, а також викарбувані на камені (стеатит, шиферний камінь тощо).

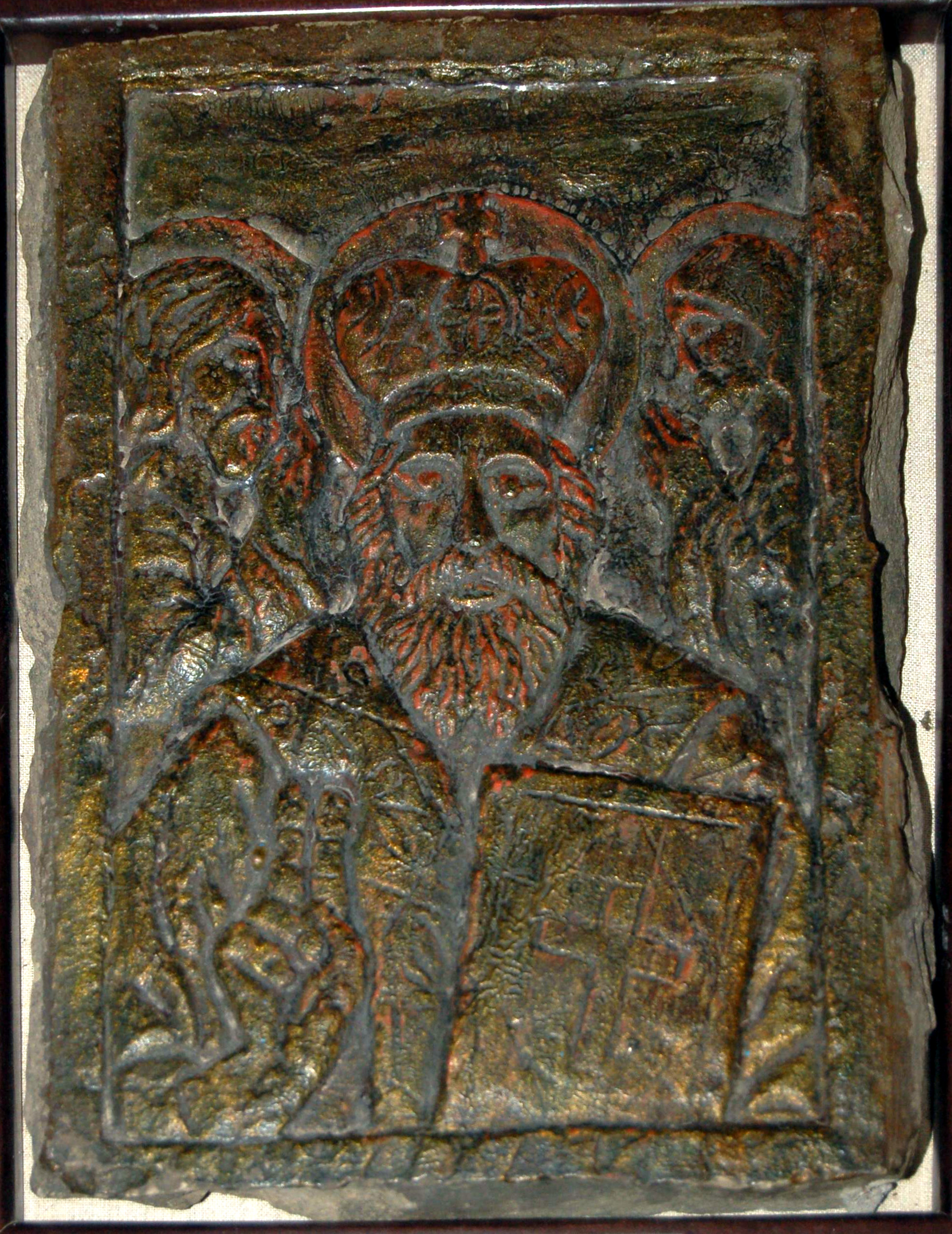
Образ святого Миколая Чудотворця (між XVIII і XX ст.). Барельєф, шиферний камінь. З колекції Музею української домашньої ікони в «Замку Радомисль»

Серед давньоруських іконописців найбільше славився Аліпій Печерський. Деякі ікони були в Україні особливо шановані, славилися як чудотворні і часто ставали предметом воєнної здобичі або дарування. Найвідоміші з них: Вишгородська («Володимирська», ХІ ст.), Ігоревська (ХІ ст.), Чернігівська (ХІІ ст.). Печерська (XIV ст.), Холмська, Зарваницька, Самбірська, Волинська Богородиця, Марії Повч, Покрови з Січової церкви на Запоріжжі тощо.
Українці завжди мали у своїй хаті образи. Помешкань, де б не було святих зображень, у давнину, мабуть, не існувало.[джерело?] Ікони розміщувалися у покутті, на божниці. Ікони були прикрашені найгарнішими рушниками, що свідчить про особливо шанобливе ставлення до них господарів. 
Адже українці завжди були богомільними, тим більше, що з Київської Русі поширювалося хрещення східного світу.[джерело?]
Велику роль іконам український народ відводив невипадково. У період формування християнського мистецтва у Візантії цим словом позначалось будь-яке зображення Спасителя, Богоматері, святого, ангела чи події у священній історії, незалежно від того, було це зображення скульптурним, живописним, мозаїчним чи якою технікою виконано. Люди це робили для того, щоб було краще молитися.
В Україні зібрано кілька колекцій ікон. Велика колекція домашніх ікон є основою приватного Музею Якубовських у Києві.
На Житомирщині в місті Радомишлі існує приватний Музей української домашньої ікони, котрий є частиною історико-культурного комплексу «Замок Радомисль». В експозиції і фондах музею нараховується до 5 тисяч ікон. Це найбільша на сьогодні колекція українського сакрального мистецтва в Європі. Засновник музею — заслужений лікар України, доктор Ольга Богомолець.
Унікальна колекція волинського іконопису представлена в Музеї Волинської ікони в Луцьку, безцінною перлиною збірки якого є Холмська Чудотворна ікона Божої Матері, унікальна пам'ятка візантійського мистецтва ХІ–ХІІ ст., одна з найшанованіших християнських святинь.

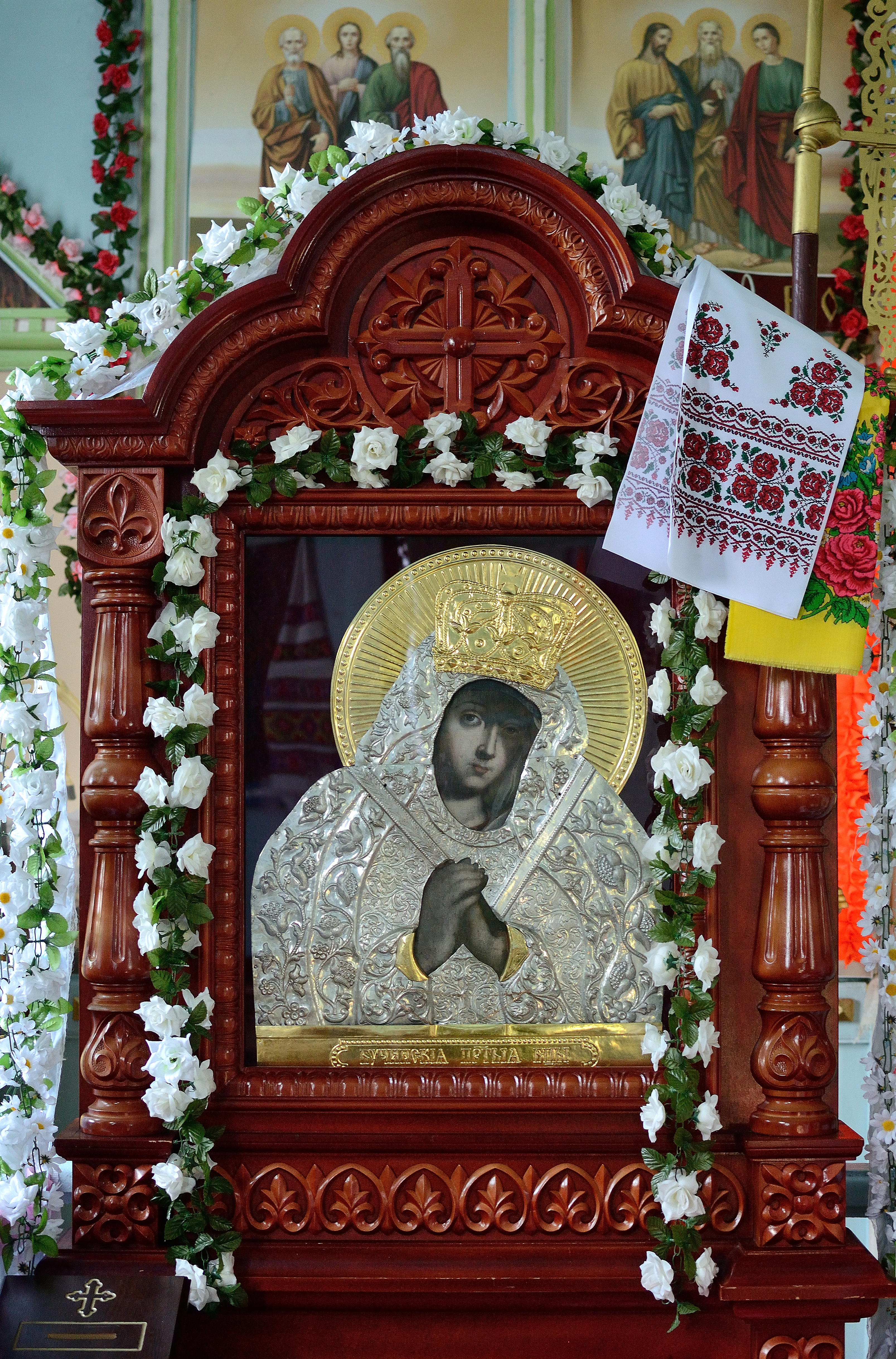
Бучинська Ікона Божої Матері

### Дослідники української ікони
- Степовик Дмитро Власович

«Українська графіка XVI–XVIII століть: Еволюція образної системи» (Київ, 1982 р.),,
«Українське мистецтво першої половини XIX століття» (Київ, 1982 р.), «Храм і духовність» (Рим, 1990 р.), «Скарби України» (1991 р.), «Києво-Печерська Лавра» (Київ, 1993 р.), Історія української ікони 10-20 століть. Київ, Либідь, 2004.,
«Українська ікона. Іконотворчий досвід діаспори» (Київ, 2003 р.),
- Овсійчук Володимир Антонович

Українське мистецтво другої пол. XVI першої половини XVII століття. — Київ: Наукова думка, 1985. — 182 с.
Майстри українського бароко. — К., 1991. — 400 с.
Збереження українських ікон — нагальна справа сучасності. — Старожитності, 1991 р., № 2-3, с. 4 — 5.
Малярі перехідної доби: роздуми над творчістю художників львівського Ренесансу Федька Сеньковича та Миколи Петрахновича. — ЗНТШ, 1994 р., т. 227, с. 88 — 108.
Українське малярство X—XVIII ст.: Пробл. кольору. — Львів, 1996.
Оповідь про Ікону / В. Овсійчук, Д. Крвавич. — Львів: Ін-т народознавства НАН України, 2000. — 397 с.
Класицизм і романтизм в українському мистецтві.- К.: Дніпро, 2001
Проблеми духовності у мистецтві Київської Русі-України
Українська ікона Х–ХІІІ ст.: Духовний і художній феномен
Крвавич Д. П., Овсійчук В. А., Черепанова С. О. Українське мистецтво. — Львів: Світ, 2003. — Т.1. — 256 с.: 16 вкл. іл.; 24,5 см. — ISBN 966-603-202-3 (в м. опр.). — ISBN 966-603-203-1
- Володимир Стасенеко

«Христос і Богородиця у дереворізах кириличних книг Галичини XVII ст.»
- Василь Откович

«Народна течія в українському живопису XVII–XVIII ст.»
- Яків Креховецький

«Богословія та духовність Ікони»
«Історія української ікони»
• Людмила Семенівна Міляєва
• Олександра Андріївна Шевлюга

## Ікони домонгольської доби
Давньоруських ікон домонгольського часу збереглося небагато. Найвідоміші серед них:
- «Богоматір Вишгородська (Володимирська)», ХІІ ст., Третьяковська галерея, Москва.

- «Святий Георгій» (кінець ХІ–ХІІ ст.), Успенський собор, Москва.

- «Устюзьке Благовіщення» (1120–1130-ті рр.), Третьяковська галерея, Москва.

- «Св. Григорій Чудотворець», ХІ–ХІІ ст ., Ермітаж, Петербург.

- «Богородиця Холмська», кінець ХІ ст. Музей Волинської ікони, Луцьк.

- «Оранта» (Богоматір Велика Панагія), початок XIII ст. Третьяковська галерея, Москва.

- «Святі Борис та Гліб», ХІІ ст., Київ.

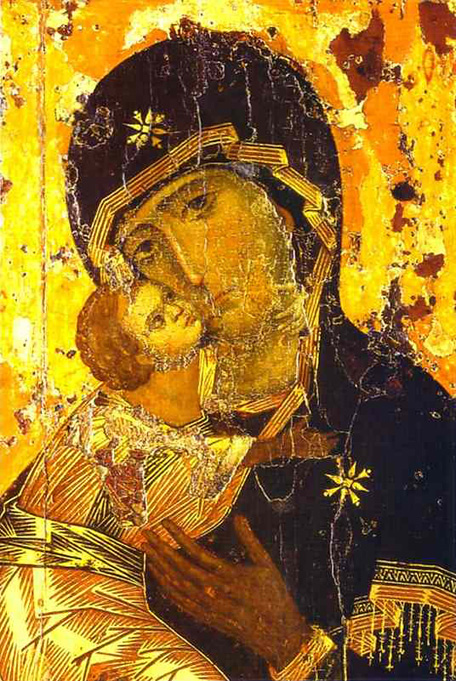
Володимирска ікона Богоматір Вишгородська. XII ст., майстер з Константинополя), Темпера
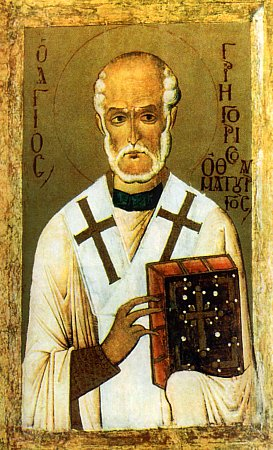
Святитель Григорій Чудотворець. XII ст., Ермітаж, Петербург.
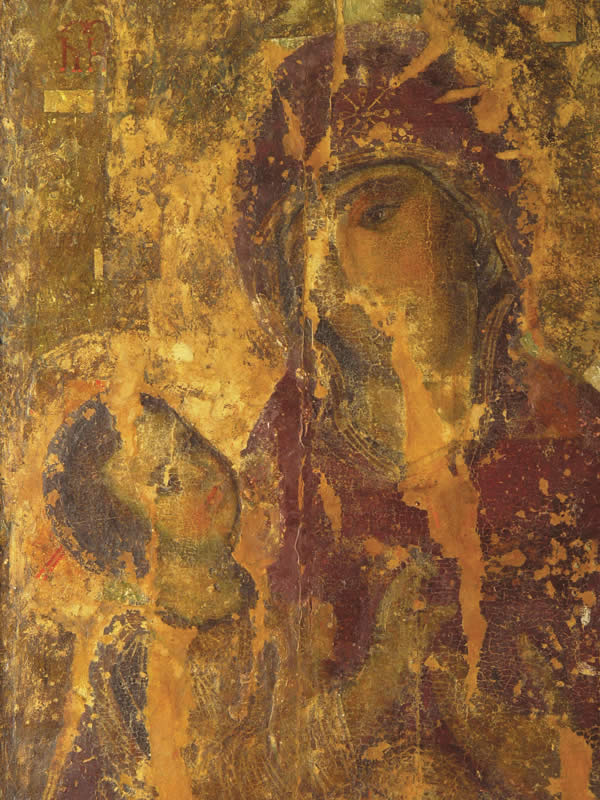
Богородиця Холмська музеї Волинської ікони, Луцьк, Темпера
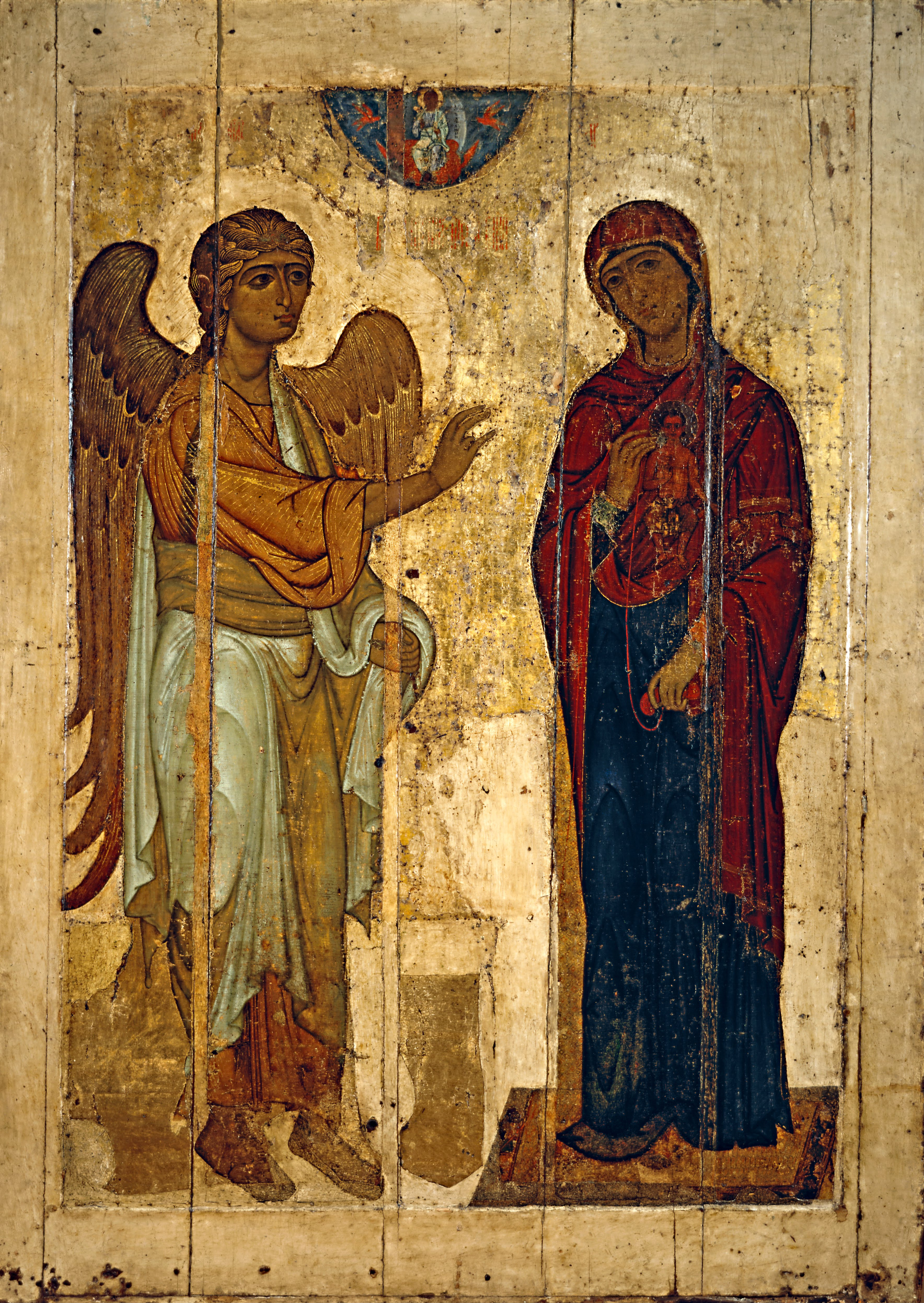
Устюзьке Благовіщення (1120-1130-ті рр.), Третьяковська галерея, Москва. Темпера